# おおい町立名田庄中学校
おおい町立名田庄中学校（おおいちょうりつ なたしょうちゅうがっこう）は、福井県大飯郡おおい町名田庄小倉にある公立中学校である。

## 概要
本校は旧遠敷郡名田庄村区域のほぼ中心部に位置しており、二級河川南川に隣接し南北を山に囲まれた自然豊かな環境にある、旧名田庄村唯一の中学校であった。
2006年（平成18年）3月3日、名田庄村が大飯町との市町村合併により、おおい町となったことから同時に「おおい町立」となった。
部活動はテニスやソフトボールで福井県大会優勝を果たしたこともあったが、近年の生徒数減少により現在は野球と卓球（男子）、テニスと卓球（女子）のみである。

## 沿革
- 1961年（昭和36年）4月1日：知三中学校と奥名田中学校を統合し開校
- 1961年（昭和36年）7月：校舎完成。8月28日に開校式を実施
- 1963年（昭和38年）5月：寄宿舎が完成し寄宿が始まる
- 1967年（昭和42年）3月：校歌制定（作詞：山本和夫、作曲：川口晃）
- 1978年（昭和53年）1月：校旗制定
- 2006年（平成18年）3月3日：町村合併により「おおい町立名田庄中学校」となる

## 校歌
- 山本和夫作詞／川口晃作曲

## 進学前小学校
- おおい町立名田庄小学校

## 周辺
- 国道162号
- 南川
- おおい町立名田庄保育所
- おおい町役場名田庄総合事務所

## 著名な卒業生
- 早川翼（陸上競技選手）